# Celeus elegans
Celeus elegans là một loài chim trong họ Picidae.